# Albert Branlat

a Compétitions nationales et continentales officielles uniquement.

b Matchs officiels uniquement.
Albert Branlat, né le 15 novembre 1879 à Saint-Vivien (aujourd'hui Saint-Vivien-de-Médoc) en Gironde et décédé le 1er mars 1943 à Curepipe à l'île Maurice, est un joueur français de rugby à XV. Il joue aux postes de pilier et de deuxième ligne au Racing club de France et au Stade bordelais UC. Il est également sélectionné à trois reprises en équipe de France (carte d'international n°5, n°2 pour l'année 1906 derrière William Crichton du Havre).
Il est champion de France en 1904 et finaliste en 1902 et 1908.

## Biographie

### Vie privée

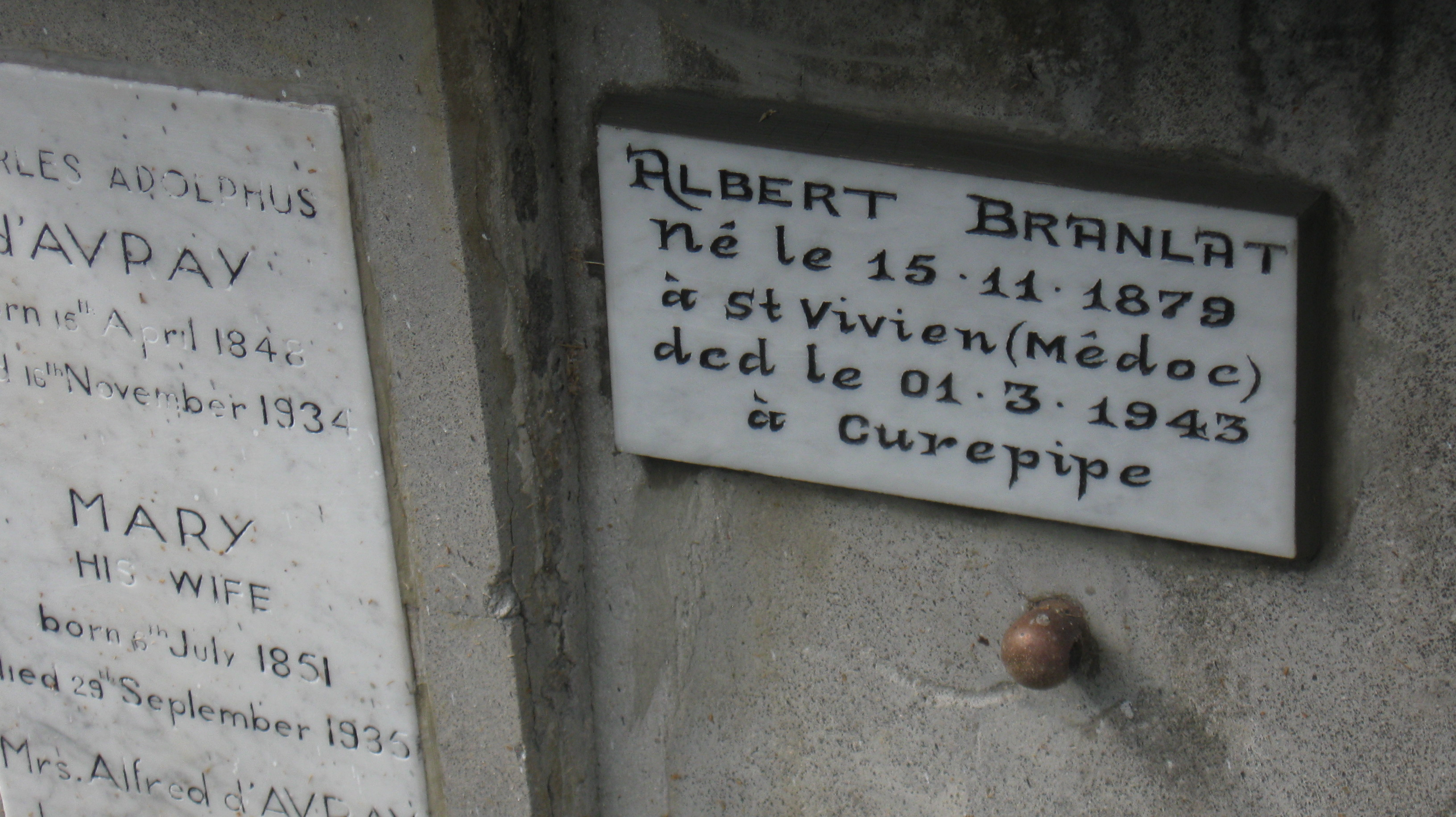
Tombe d'Albert Branlat à Curepipe

Albert Guillaume Branlat naît le 15 novembre 1879 au domicile de ses parents situé au lieu-dit Le Moulinat dans la commune Saint-Vivien (Gironde). Ses parents sont Jacques Théodore Branlat (né à Langon le 25 juillet 1842 et décédé le 4 janvier 1907 à Talais), juge de paix puis juge au tribunal civil de Bordeaux, et Françoise Jeanne Faure,.
Le 15 septembre 1909, à Pauillac, Albert Branlat épouse Anne Marie Catherine Henriette Rabère (née le 30 octobre 1885 à Pauillac). À cette époque, le marié demeure à Talais et son épouse à Pauillac.

### Carrière de joueur
Albert Branlat évolue au Stade bordelais UC puis au RC France avant de retourner au Stade bordelais UC.
Il dispute les deux premiers matches officiels de l'équipe de France en 1906 ainsi qu'un test match en 1908.

### Postérité
Robert Branlat, fils d'Albert Branlat, fit un don à la mairie de Talais (commune du sud-ouest de la France, située dans le département de la Gironde), par lequel il offrit une de ses terres aux jeunes de Talais. Le terrain fut aménagé en terrain de rugby, et il est également utilisé depuis 2011 par les jeunes footballeurs de Talais. À la mémoire de la famille Branlat, et surtout d'Albert Branlat, le terrain fut nommé "Stade Albert et Robert Branlat".

## Palmarès

### Finales disputées
| 'Date de la finale | Vainqueur          | Finaliste          | Score | Lieu de la finale              | Spectateurs |
| ------------------ | ------------------ | ------------------ | ----- | ------------------------------ | ----------- |
| 23 mars 1902       | RC France          | Stade bordelais UC | 6-0   | Parc des Princes, Paris        | 1 000       |
| 27 mars 1904       | Stade bordelais UC | Stade français     | 3-0   | La Faisanderie, Saint-Cloud    | 2 000       |
| 5 avril 1908       | Stade français     | Stade bordelais UC | 16-3  | Stade Yves-du-Manoir, Colombes | 10 000      |

### Matchs internationaux
| #  | Date             | Lieu                        | Adversaire       | Résultat | Points marqués              | Competition |
| -- | ---------------- | --------------------------- | ---------------- | -------- | --------------------------- | ----------- |
| 1. | 1er janvier 1906 | Parc des Princes (Paris)    | Nouvelle-Zélande | 8-38     | 0 point                     | Test match  |
| 2. | 22 mars 1906     | Parc des Princes (Paris)    | Angleterre       | 8-35     | 2 points (1 transformation) | Test match  |
| 3. | 2 mars 1908      | Cardiff Arms Park (Cardiff) | Pays de Galles   | 4-36     | 0 point                     | Test match  |